# У Брижу
У Брижу или Гангстери на одмору (енгл. In Bruges) је црна комедија режисера и сценаристе Мартина Макдоне из 2008. године. Радња филма прати двојицу плаћених убица који се скривају у белгијском граду Брижу пошто је један задатак пошао наопако. Главне улоге тумаче Колин Фарел, Брендан Глисон и Рејф Фајнс.
Макдони је овај филм донео награду БАФТА за најбољи оригинални сценарио, као и номинацију за Оскара у истој категорији. Фарел и Глисон били су номиновани за награду Златни глобус за најбољег главног глумца у комедији, коју је на крају освојио Фарел.

## Радња
Извршавајући наређења, неискусни убица Реј пуца у свештеника током исповести, али случајно убија и дечака који је такође био у цркви. Њега и његовог ментора Кена њихов послодавац Хари шаље у Бриж, где треба да чекају даља упутства. Кену је град леп и опуштајући, док га Реј налази досадним и мрзи га.
Случајно наилазе на снимање филма са глумцем кепецом, што забавља Реја. Реја привлачи Клои, локална дилерка дроге који ради као продукцијска асистенткиња. Одводи је у ресторан, где улази у свађу са канадским паром (погрешно их сматрајући Американцима) и удара их. Клои води Реја у свој стан где почињу да воде љубав, али се појављује њен бивши дечко Ерик и прети Реју пиштољем. Реј без напора разоружа ситног криминалца и пуца из пиштоља, напуњеног ћорцима, у Ериково лице, заслепљујући га на једно око. Клои признаје да она и Ерик пљачкају туристе, али тврди да је рекла Ерику да Реј није мета. Док Клои вози Ерика у болницу, Реј ставља пиштољ у џеп и узима прегршт правих метака, као и Клоину залиху дроге. Он и Кен проводе развратну ноћ са глумцем кепецом, Џимијем, који узима кокаин и блебеће о предстојећем рату између црнаца и белаца.
Хари зове Кена и наређује му да убије Реја, по принципу да је убиство детета, чак и случајно, неопростиво. Са пиштољем који је обезбедио Харијев локални контакт Јури, Кен прати Реја до парка и невољно се спрема да га убије. Реј, међутим, избезумљен зато што је убио дечака, припрема се да изврши самоубиство Ериковим напуњеним пиштољем. Видевши ово, Кен зауставља Реја, обавештава га о Харијевом наређењу и говори му да напусти Бриж да би започео свој живот изнова. Даје Реју нешто новца и ставља га у воз за други град, док му одузима пиштољ како би га спречио да поново покуша да се самоубије. Кен отркива истину Харију, који одмах креће у Бриж, бесан због његове непослушности. Он узима пиштољ код Јурија, а Ерик, Јуријев син, сазнаје за његову намеру.
Рејев воз стаје, а полиција га одводи назад у Бриж због ранијег напада на Канађане. Клои му плаћа кауцију и њих двоје одлазе на пиће на тргу испод Звоника у Брижу. Хари угледа Кена како седи испред кафића. Док њих двојица пију, Хари прича да би, да је сам убио дете, одмах себи одузео живот. Кен тврди да Реј покушава да се поправи и да заслужује шансу за искупљење, али Хари није убеђен. Кен предлаже да се попну на Звоник како би пуцали даље од пролазника. На врху, Кен каже да прихвата сваку казну коју Хари намерава. Конфликтни Хари не може да се натера да убије Кена, па га пуца у ногу као казну што није убио Реја. Видевши Реја на тргу, Ерик се пење у Звоник да обавести Харија, који помаже Кену да сиђе са торња. Кен покушава да разоружа Харија, који пуца Кену у врат и јури доле. Обилно крварећи, Кен се вуче назад на врх куле и скаче на трг. Реј жури до Кена, који га упозорава на Харијев долазак непосредно пре него што умре.
Хари јури Реја до хотела; Мари, трудна власница, не дозвољава Харију да уђе, чак и када извуче пиштољ. Да би заштитили власницу и њено нерођено дете, Хари и Реј се слажу да наставе потеру на каналу. Реј, наоружан Ериковим напуњеним пиштољем, скаче на чамац у пролазу, али испушта пиштољ. Хари рани Реја хицем из даљине. Реј се сруши на улицу где се снима Џимијев филм. Хари сустиже и више пута пуца у Реја. Један од метака погађа Џимија (у костиму школарца), разневши му главу. Погрешно верујући да је убио дете, Хари се, упркос Рејевом протесту, убија. Реја носе поред Клои, Мари и Ерика у возило хитне помоћи. У нарацији, Реј размишља о природи пакла и подсећа да се заиста, стварно надао да неће умрети.

## Улоге
| Глумац             | Улога         |
| ------------------ | ------------- |
| Колин Фарел        | Реј           |
| Брендан Глисон     | Кен           |
| Рејф Фајнс         | Хари Вотерс   |
| Клеманс Поези      | Клои Вилет    |
| Џордан Прентис     | Џими          |
| Текла Ројтен       | Мари          |
| Жереми Реније      | Ерик          |
| Ана Медли          | Дениз         |
| Елизабет Берингтон | Натали Вотерс |
| Ерик Годон         | Јури          |
| Жељко Иванек       | Канађанин     |
| Киран Хајндс       | свештеник     |